# Севунц, Гарегин Севиевич
Гарегин Севунц (арм. Գարեգին Սևունց, 3 февраля 1911, Хндзореск, Кавказское наместничество — 13 января 1969, Ереван) — армянский советский писатель, наиболее известный как автор романа «Тегеран». Заслуженный деятель культуры Армянской ССР (1967).

## Биография
Гарегин Севунц (настоящая фамилия Григорян) родился в селе Хндзореск. В 1922 году вместе с семьей перебрался в г. Баку. Работал в библиотеке железнодорожников, в редакции армянской газеты «Коммунист». В 1932 году окончил биологический факультет Московского университета. С 1932 по 1935 учился на курсах военно-морских лётчиков. Его первый рассказ «Ахмед» был опубликован в 1928 году. В 1941 году окончил филологический факультет Бакинского педагогического института.
В июне 1941 года ушёл на фронт, участвовал в боях за Кавказ и Крым. В 1943 году переведён на службу в Иран, где обеспечивал безопасность Тегеранской конференции. Закончил войну в Иране.
После войны в 1945 году вместе с семьей перебрался из Баку в Ереван. С 1946 по 1952 год работал редактором журнала «Пионер». С 1952 по 1954 год председатель армянского Общества дружбы и культурных связей с заграницей. В 1954—1959 — секретарь правления Союза писателей Армении.

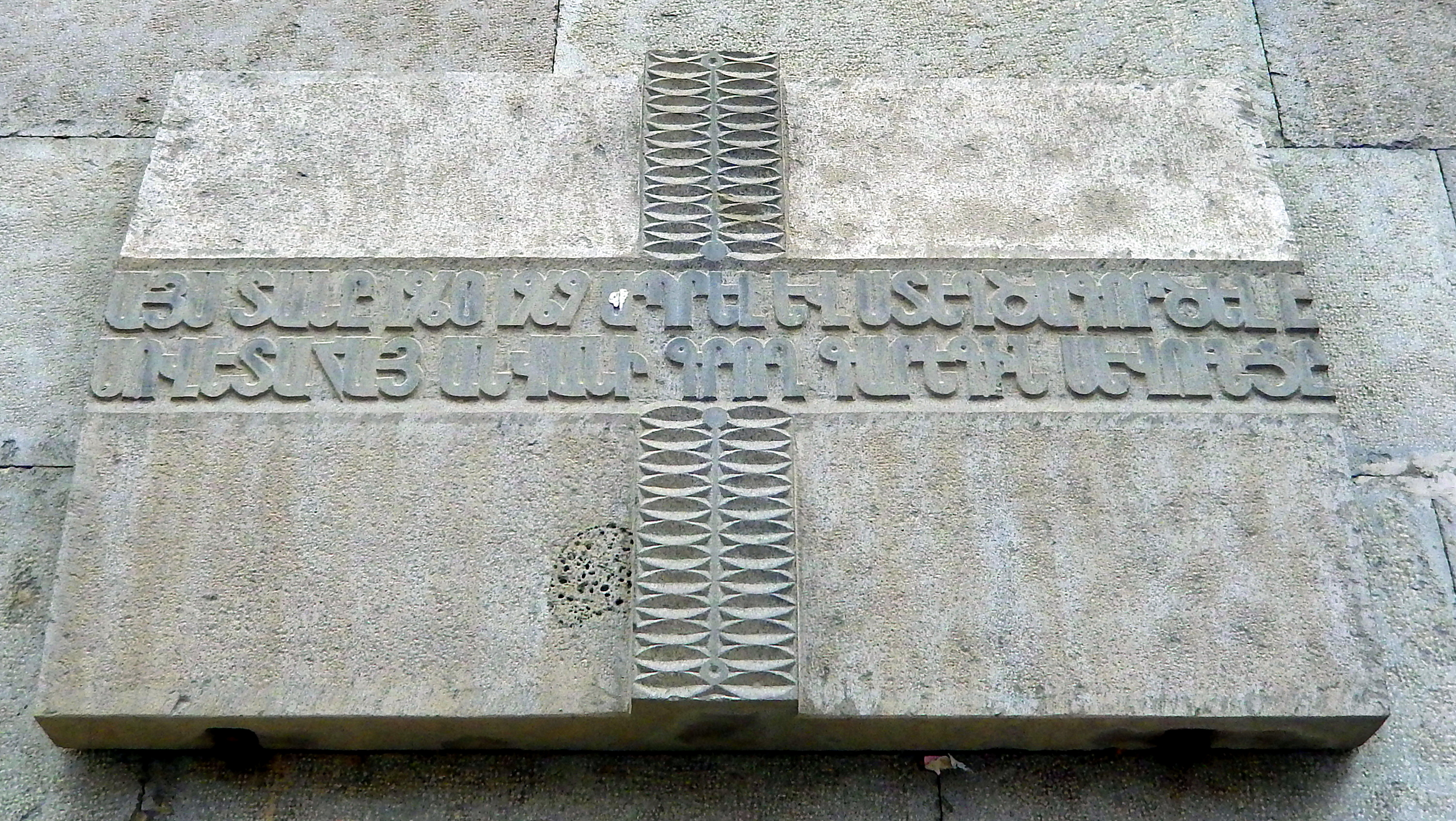
Мемориальная доска в Ереване, ул. Московян, 31

## «Тегеран»
Роман появился на основе повести «Проспект свободы», написанной ещё в 1947 году. «Тегеран» состоит из двух книг. Действие романа происходит в 1930-х гг. в Иране. В ней описывается жизнь иранского народа и коммунистическое движение в Иране, а также деятельность английских, немецких и американских агентов среди министров иранского правительства. Для произведения характерны многоплановость, драматизм сюжета, психологизм (впервые был напечатан в 1951 году, переведён на русский язык в 1952 году).

## Произведения
- «К земле» (1935, сборник рассказов)
- «В бухте» (1938, роман)
- «Проспект Свободы» (1947, роман)
- «Иранские заметки» (1949, повесть)
- «Тегеран» (1951, роман)
- «Пленники» (1958, роман)

Кроме того, Гарегин Севунц — автор повестей и рассказов о Героизме Советских Людей в годы Великой Отечественной войны.

## Награды
- 2 ордена Трудового Красного Знамени (28.03.1961, 27.06.1956)
- Заслуженный деятель культуры Армянской ССР (1967)